# FC Karpaty Lviv
El FC Karpaty Lviv (en ucraïnès ФК «Карпати» Львів) és un club ucraïnès de futbol de la ciutat de Lviv.

## Història
Evolució del nom:
- 1963: fundació del club amb el nom de Karpaty Lviv
- 1982: reanomenat SKA Karpaty Lviv
- 1989: refundació del club amb el nom de FC Karpaty Lviv

El nom del club prové de les muntanyes anomenades Carpats.

## Palmarès
- Copa soviètica de futbol: 1
  - 1969

## Jugadors destacats
- / Gábor Vajda
- Stepan Yurchishin
- Lev Brovarsky
- Andriy Bal'
- Bohdan Strontsits'kyi
- Oleh Luzhny
- Andriy Husin
- Leonid Kovel
- William Batista

## Entrenadors
- Ernő Juszt (1967-1977)
- Ishtvan Sekech (1978-1980)
- Miron Markevich (1992-2001)
- Ivan Golac (2001-2002)
- Yuriy Dyachuk-Stavytskyi (2006)
- Oleksandr Ischenko (2006-2007)
- Yuriy Dyachuk-Stavytskyi (2007)
- Oleksandr Ischenko (2007)
- Valery Yaremchenko (2007-2008)(va dimitir)
- Oleg Kononov (2008-2011)
- Pavel Kucherov (2011-2012)
- Volodymyr Sharan (2012)
- Nikolay Kostov (2012-2013)
- Oleksandr Sevidov (2013-2014)
- Igor Jovychevich (2014-2016)
- Oleg Luzhny (2016)
- Sergiy Zaytsev (2016)
- Oleg Dulub (2016-)